# Фрасилонго
Фрасило̀нго (на италиански: Frassilongo; на немски: Gereut, Геройт) е село и община в Северна Италия, автономна провинция Тренто, автономен регион Трентино-Южен Тирол. Разположено е на 852 m надморска височина. Населението на общината е 340 души (към 2018 г.).